# Rogier Blokland
Rogier Philip Charles Eduard Blokland, född 16 februari 1971 i Dordrecht, är en nederländsk lingvist och professor i finsk-ugriska språk vid Uppsala universitet sedan 2014.

## Biografi
Blokland disputerade 2005 hos Cornelius Hasselblatt vid Universitetet i Groningen om ryska lånord i estniskan. Han var anställd som docent och gästprofessor vid olika universitet som t.ex. universiteten i Tallinn, Tartu, Greifswald och Humboldt-Universität zu Berlin.
2005–2006 var Blokland suppleant professor vid finsk-ugriska institutionen i Groningen och 2009–2010 vid institutionen för finsk-ugriska och uraliska språk vid Hamburgs universitet (tidigare innehavare Eugen Helimski). 2011–2014 arbetade han som universitetslektor vid Ludwig-Maximilians-Universität München. 
2014 blev Rogier Blokland utnämnd som efterträdare av Lars-Gunnar Larsson vid Uppsala universitet.
Bloklands forskar om östersjöfinska, permiska och samiska språk med fokus på språkkontakt samt språkdokumentation av små hotade språkvarieteter.